# Saguaro Lake
Der Saguaro Lake ist ein auf 459 m Höhe gelegener Stausee im US-Bundesstaat Arizona. Er entstand durch die Stauung des Salt River durch den Stewart Mountain Dam. Der See liegt auf der Höhe von Phoenix. Die Geisterstadt Sunflower liegt am Ufer des Sees.

## Staumauer
Der Stausee wird durch die Talsperre Stewart Mountain aufgestaut.